# Otidiogryllacris longispina
Otidiogryllacris longispina är en insektsart som först beskrevs av Heinrich Hugo Karny 1926.  Otidiogryllacris longispina ingår i släktet Otidiogryllacris och familjen Gryllacrididae. Inga underarter finns listade i Catalogue of Life.